# Нела Видаковић
Нела Видаковић (Шабац, 18. децембар 1981) српска је поп-фолк певачица.

### Каријера
Нела Видаковић рођена је у Шапцу, у Србији. Са 8 година почела је да похађа нижу музичку школу "Михаило Вукдраговић" на одсеку флаута у Шапцу. Након средње музичке школе "Станковић" у Београду, редовно уписује Факултет Музичких Уметности у Београду, а 2006. године дипломирала је са највишом оценом 10 и постала дипломирани музичар (професор музике и флауте).
По завршетку студија запошљава се у Државној музичкој школи у Лозници, где радећи на месту професора флауте остаје нешто више од годину дана. 2007. године издаје први студијски соло албум. 
2011. две њене кантауторске песме коришћене су у филму Бели лавови чији је режисер, сценариста и глумац био Лазар Ристовски.
2015. учествовала је у емисији Парови на националној Телевизији Хепи.

## Дискографија

### Албуми

#### Црвени BMW(2007)
- Црвени бмw
- Перлице
- Тебе нема
- Нека, нека
- Успела је мала
- Ледена вила
- А око тебе
- Вреле Усне

#### Полиција(2009)
- Полиција
- Блудница
- Милион Долара
- Еуфорија
- Земљотрес
- Амајлија
- Мала кафана
- Горска Вила

#### Београд лудује(2013)
- Београд лудује
- Године
- Бели змајеви
- Нисам лака
- Лоша сам
- Хотел
- Субота
- Роđендан

### Синглови
- Навика (2008)
- Бубашваба (2011)
- Мартини (2015)
- Генерал (2016)
- Емирати (2017)
- Мени се не удаје (2020)
- Oрас (2024)
- Комшиница и снешко (2025)

### Дуети
- Од свих (2013) х Трајко
- Око моје (2014) х Данијел Павић